# Seznam vítězek Světového poháru v alpském lyžování
Tabulka obsahuje seznam  vítězek jednotlivých disciplín a celkovou vítězku konkrétního ročníku  Světového poháru v alpském lyžování.

## Seznam vítězek

### Celkově
| Rok     | Zlato                           | Stříbro                         | Bronz                       |
| ------- | ------------------------------- | ------------------------------- | --------------------------- |
| 1967    | Nancy Greeneová                 | Marielle Goitschelová           | Annie Famoseová             |
| 1968    | Nancy Greeneová (2)             | Isabelle Mirová                 | Florence Steurerová         |
| 1968–69 | Gertrud Gablová                 | Florence Steurerová             | Wiltrud Drexelová           |
| 1969–70 | Michèle Jacotová                | Françoise Macchiová             | Florence Steurerová (2)     |
| 1970–71 | Annemarie Moserová-Pröllová     | Michèle Jacotová                | Isabelle Mirová             |
| 1971–72 | Annemarie Moserová-Pröllová (2) | Françoise Macchiová (2)         | Britt Lafforgueová          |
| 1972–73 | Annemarie Moserová-Pröllová (3) | Monika Kasererová               | Patricia Emonetová          |
| 1973–74 | Annemarie Moserová-Pröllová (4) | Monika Kasererová (2)           | Hanni Wenzelová             |
| 1974–75 | Annemarie Moserová-Pröllová (5) | Hanni Wenzelová                 | Rosi Mittermaierová         |
| 1975–76 | Rosi Mittermaierová             | Lise-Marie Morerodová           | Monika Kasererová           |
| 1976–77 | Lise-Marie Morerodová           | Annemarie Moserová-Pröllová     | Monika Kasererová (2)       |
| 1977–78 | Hanni Wenzelová                 | Annemarie Moserová-Pröllová (2) | Lise-Marie Morerodová       |
| 1978–79 | Annemarie Moserová-Pröllová (6) | Hanni Wenzelová (2)             | Irene Eppleová              |
| 1979–80 | Hanni Wenzelová (2)             | Annemarie Moserová-Pröllová (3) | Marie-Theres Nadigová       |
| 1980–81 | Marie-Theres Nadigová           | Erika Hessová                   | Hanni Wenzelová (2)         |
| 1981–82 | Erika Hessová                   | Irene Eppleová                  | Christin Cooperová          |
| 1982–83 | Tamara McKinneyová              | Hanni Wenzelová (3)             | Erika Hessová               |
| 1983–84 | Erika Hessová (2)               | Hanni Wenzelová (4)             | Tamara McKinneyová          |
| 1984–85 | Michela Figiniová               | Brigitte Oertliová              | Maria Walliserová           |
| 1985–86 | Maria Walliserová               | Erika Hessová (2)               | Vreni Schneiderová          |
| 1986–87 | Maria Walliserová (2)           | Vreni Schneiderová              | Brigitte Oertliová          |
| 1987–88 | Michela Figiniová (2)           | Brigitte Oertliová (2)          | Anita Wachterová            |
| 1988–89 | Vreni Schneiderová              | Maria Walliserová               | Michela Figiniová           |
| 1989–90 | Petra Kronbergerová             | Anita Wachterová                | Michaela Gergová            |
| 1990–91 | Petra Kronbergerová (2)         | Sabine Gintherová               | Vreni Schneiderová (2)      |
| 1991–92 | Petra Kronbergerová (3)         | Carole Merleová                 | Katja Seizingerová          |
| 1992–93 | Anita Wachterová                | Katja Seizingerová              | Carole Merleová             |
| 1993–94 | Vreni Schneiderová (2)          | Pernilla Wibergová              | Katja Seizingerová (2)      |
| 1994–95 | Vreni Schneiderová (3)          | Katja Seizingerová (2)          | Heidi Zellerová             |
| 1995–96 | Katja Seizingerová              | Martina Ertlová                 | Anita Wachterová (2)        |
| 1996–97 | Pernilla Wibergová              | Katja Seizingerová (3)          | Hilde Gergová               |
| 1997–98 | Katja Seizingerová (2)          | Martina Ertlová (2)             | Hilde Gergová (2)           |
| 1998–99 | Alexandra Meissnitzerová        | Hilde Gergová                   | Renate Götschlová           |
| 1999–00 | Renate Götschlová               | Michaela Dorfmeisterová         | Régine Cavagnoudová         |
| 2000–01 | Janica Kostelićová              | Renate Götschlová               | Régine Cavagnoudová (2)     |
| 2001–02 | Michaela Dorfmeisterová         | Renate Götschlová (2)           | Sonja Nefová                |
| 2002–03 | Janica Kostelićová (2)          | Karen Putzerová                 | Anja Pärsonová              |
| 2003–04 | Anja Pärsonová                  | Renate Götschlová (3)           | Maria Höflová-Rieschová     |
| 2004–05 | Anja Pärsonová (2)              | Janica Kostelićová              | Renate Götschlová (2)       |
| 2005–06 | Janica Kostelićová (3)          | Anja Pärsonová                  | Michaela Dorfmeisterová     |
| 2006–07 | Nicole Hospová                  | Marlies Schildová               | Julia Mancusová             |
| 2007–08 | Lindsey Vonnová                 | Nicole Hospová                  | Maria Höflová-Rieschová (2) |
| 2008–09 | Lindsey Vonnová (2)             | Maria Höflová-Rieschová         | Anja Pärsonová (2)          |
| 2009–10 | Lindsey Vonnová (3)             | Maria Höflová-Rieschová (2)     | Anja Pärsonová (3)          |
| 2010–11 | Maria Höflová-Rieschová         | Lindsey Vonnová                 | Tina Mazeová                |
| 2011–12 | Lindsey Vonnová (4)             | Tina Mazeová                    | Maria Höflová-Rieschová (3) |
| 2012–13 | Tina Mazeová                    | Maria Höflová-Rieschová (3)     | Anna Fenningerová           |
| 2013–14 | Anna Fenningerová               | Maria Höflová-Rieschová (4)     | Lara Gutová-Behramiová      |
| 2014–15 | Anna Fenningerová (2)           | Tina Mazeová (2)                | Lindsey Vonnová             |
| 2015–16 | Lara Gutová-Behramiová          | Lindsey Vonnová (2)             | Viktoria Rebensburgová      |
| 2016–17 | Mikaela Shiffrinová             | Ilka Štuhecová                  | Sofia Goggiová              |
| 2017–18 | Mikaela Shiffrinová (2)         | Wendy Holdenerová               | Viktoria Rebensburgová (2)  |
| 2018–19 | Mikaela Shiffrinová (3)         | Petra Vlhová                    | Wendy Holdenerová           |
| 2019–20 | Federica Brignoneová            | Mikaela Shiffrinová             | Petra Vlhová                |
| 2020–21 | Petra Vlhová                    | Lara Gutová-Behramiová          | Michelle Gisinová           |
| 2021–22 | Mikaela Shiffrinová (4)         | Petra Vlhová                    | Federica Brignoneová        |
| 2022–23 | Mikaela Shiffrinová (5)         | Lara Gutová-Behramiová (2)      | Petra Vlhová (2)            |
| 2023–24 | Lara Gutová-Behramiová (2)      | Federica Brignoneová            | Mikaela Shiffrinová (5)     |
| 2024–25 | Federica Brignoneová (2)        | Lara Gutová-Behramiová          | Sofia Goggiová              |

### Sjezd
| Rok  | Zlato                        | Stříbro                                | Bronz                                      |
| ---- | ---------------------------- | -------------------------------------- | ------------------------------------------ |
| 1967 | Marielle Goitschelová        | Isabelle Mirová                        | Giustina Demetzová                         |
| 1968 | Isabelle Mirová Olga Pallová |                                        | Christl Haasová                            |
| 1969 | Wiltrud Drexelová            | Isabelle Mirová                        | Olga Pallová                               |
| 1970 | Isabelle Mirová              | Annie Famoseová                        | Florence Steurerová                        |
| 1971 | Annemarie Moserová-Pröllová  | Wiltrud Drexelová                      | Françoise Macchiová                        |
| 1972 | Annemarie Moserová-Pröllová  | Wiltrud Drexelová                      | Marie-Theres Nadigová                      |
| 1973 | Annemarie Moserová-Pröllová  | Wiltrud Drexelová                      | Jacqueline Rouvierová                      |
| 1974 | Annemarie Moserová-Pröllová  | Marie-Theres Nadigová                  | Wiltrud Drexelová                          |
| 1975 | Annemarie Moserová-Pröllová  | Bernadette Zurbriggenová               | Marie-Theres Nadigová                      |
| 1976 | Brigitte Totschnigová        | Bernadette Zurbriggenová               | Nicola Spiessová                           |
| 1977 | Brigitte Totschnigová        | Annemarie Moserová-Pröllová            | Marie-Theres Nadigová                      |
| 1978 | Annemarie Moserová-Pröllová  | Cindy Nelsonová                        | Marie-Theres Nadigová                      |
| 1979 | Annemarie Moserová-Pröllová  | Bernadette Zurbriggenová               | Marie-Theres Nadigová                      |
| 1980 | Marie-Theres Nadigová        | Annemarie Moserová-Pröllová            | Hanni Wenzelová                            |
| 1981 | Marie-Theres Nadigová        | Doris de Agostiniová                   | Cornelia Pröllová                          |
| 1982 | M.-C. Gros-Gaudenierová      | Holly Flandersová Doris de Agostiniová |                                            |
| 1983 | Doris de Agostiniová         | Maria Walliserová                      | Elisabeth Kirchlerová                      |
| 1984 | Maria Walliserová            | Irene Eppleová                         | Hanni Wenzelová                            |
| 1985 | Michela Figiniová            | Maria Walliserová                      | Brigitte Örtliová                          |
| 1986 | Maria Walliserová            | Katharina Gutensohnová                 | Laurie Grahamová                           |
| 1987 | Michela Figiniová            | Maria Walliserová                      | Laurie Grahamová                           |
| 1988 | Michela Figiniová            | Brigitte Örtliová                      | Maria Walliserová                          |
| 1989 | Michela Figiniová            | Maria Walliserová                      | Michaela Gerg-Leitnerová                   |
| 1990 | Katharina Gutensohnová       | Petra Kronbergerová                    | Michaela Gerg-Leitnerová Michela Figiniová |
| 1991 | Chantal Bournissenová        | Sabine Gintherová                      | Petra Kronbergerová                        |
| 1992 | Katja Seizingerová           | Petra Kronbergerová                    | Miriam Vogtová                             |
| 1993 | Katja Seizingerová           | Regina Häuslová                        | Kerrin Lee-Gartnerová                      |
| 1994 | Katja Seizingerová           | Kate Paceová                           | Mélanie Suchetová                          |
| 1995 | Picabo Streetová             | Hilary Lindhová                        | Katja Seizingerová                         |
| 1996 | Picabo Streetová             | Katja Seizingerová                     | Isolde Kostnerová Heidi Zurbriggenová      |
| 1997 | Renate Götschlová            | Heidi Zurbriggenová                    | Varvara Zelenskayaová                      |
| 1998 | Katja Seizingerová           | Renate Götschlová                      | Isolde Kostnerová                          |
| 1999 | Renate Götschlová            | Alexandra Meissnitzerová               | Michaela Dorfmeisterová                    |
| 2000 | Regina Häuslová              | Renate Götschlová                      | Isolde Kostnerová                          |
| 2001 | Isolde Kostnerová            | Renate Götschlová                      | Régine Cavagnoudová                        |
| 2002 | Isolde Kostnerová            | Michaela Dorfmeisterová                | Corinne Rey-Belletová                      |
| 2003 | Michaela Dorfmeisterová      | Renate Götschlová                      | Kirsten Clarková                           |
| 2004 | Renate Götschlová            | Hilde Gergová                          | Carole Montilletová                        |
| 2005 | Renate Götschlová            | Hilde Gergová                          | Michaela Dorfmeisterová                    |
| 2006 | Michaela Dorfmeisterová      | Lindsey Kildowová                      | Renate Götschlová                          |
| 2007 | Renate Götschlová            | Julia Mancusová                        | Lindsey Kildowová                          |
| 2008 | Lindsey Vonnová              | Renate Götschlová                      | Britt Janyková                             |
| 2009 | Lindsey Vonnová              | Andrea Fischbacherová                  | Maria Höflová-Rieschová                    |
| 2010 | Lindsey Vonnová              | Maria Höflová-Rieschová                | Anja Pärsonová                             |
| 2011 | Lindsey Vonnová              | Maria Höflová-Rieschová                | Julia Mancusová                            |
| 2012 | Lindsey Vonnová              | Tina Weiratherová                      | Elisabeth Görglová                         |
| 2013 | Lindsey Vonnová              | Tina Mazeová                           | Maria Höflová-Rieschová                    |
| 2014 | Maria Höflová-Rieschová      | Anna Fenningerová                      | Tina Mazeová                               |
| 2015 | Lindsey Vonnová              | Anna Fenningerová                      | Tina Mazeová                               |
| 2016 | Lindsey Vonnová              | Fabienne Suterová                      | Larisa Yurkiwová                           |
| 2017 | Ilka Štuhecová               | Sofia Goggiová                         | Lara Gutová-Behramiová                     |
| 2018 | Sofia Goggiová               | Lindsey Vonnová                        | Tina Weiratherová                          |
| 2019 | Nicole Schmidhoferová        | Stephanie Venierová                    | Ramona Siebenhoferová                      |
| 2020 | Corinne Suterová             | Ester Ledecká                          | Federica Brignoneová                       |
| 2021 | Sofia Goggiová               | Corinne Suterová                       | Lara Gutová-Behramiová                     |
| 2022 | Sofia Goggiová               | Corinne Suterová                       | Ester Ledecká                              |
| 2023 | Sofia Goggiová               | Ilka Štuhecová                         | Corinne Suterová                           |
| 2024 | Cornelia Hütterová           | Lara Gutová-Behramiová                 | Sofia Goggiová                             |
| 2025 | Federica Brignoneová         | Cornelia Hütterová                     | Sofia Goggiová                             |

### Slalom
| Rok  | Zlato                                 | Stříbro                                 | Bronz                                          |
| ---- | ------------------------------------- | --------------------------------------- | ---------------------------------------------- |
| 1967 | Marielle Goitschelová Annie Famoseová |                                         | Nancy Greeneová                                |
| 1968 | Marielle Goitschelová                 | Florence Steurerová Gertrude Gablová    |                                                |
| 1969 | Gertrude Gablová                      | Kiki Cutterová                          | Ingrid Lafforgueová                            |
| 1970 | Ingrid Lafforgueová                   | Michèle Jacotová Barbara Cochranová     |                                                |
| 1971 | Britt Lafforgueová Betsy Cliffordová  |                                         | Annemarie Moserová-Pröllová Barbara Cochranová |
| 1972 | Britt Lafforgueová                    | Florence Steurerová Françoise Macchiová |                                                |
| 1973 | Patricia Emonetová                    | Rosi Mittermaierová                     | Monika Kasererová                              |
| 1974 | Christa Zechmeisterová                | Rosi Mittermaierová                     | Fabienne Serratová                             |
| 1975 | Lise-Marie Morerodová                 | Hanni Wenzelová                         | Christa Zechmeisterová                         |
| 1976 | Rosi Mittermaierová                   | Lise-Marie Morerodová                   | Danièle Debernardová                           |
| 1977 | Lise-Marie Morerodová                 | Perrine Pelenová                        | Claudia Giordaniová                            |
| 1978 | Hanni Wenzelová                       | Perrine Pelenová                        | Fabienne Serratová                             |
| 1979 | Regina Sacklová                       | Annemarie Moserová-Pröllová             | Lea Sölknerová                                 |
| 1980 | Perrine Pelenová                      | Hanni Wenzelová                         | Annemarie Moserová-Pröllová                    |
| 1981 | Erika Hessová                         | Christin Cooperová                      | Perrine Pelenová Daniela Ziniová               |
| 1982 | Erika Hessová                         | Ursula Konzettová                       | Christin Cooperová                             |
| 1983 | Erika Hessová                         | Tamara McKinneyová                      | Maria Rosa Quarioová                           |
| 1984 | Tamara McKinneyová                    | Roswitha Steinerová                     | Perrine Pelenová                               |
| 1985 | Erika Hessová                         | Tamara McKinneyová                      | Perrine Pelenová                               |
| 1986 | Roswitha Steinerová                   | Erika Hessová                           | Perrine Pelenová                               |
| 1987 | Corinne Schmidhauserová               | Tamara McKinneyová                      | Erika Hessová                                  |
| 1988 | Roswitha Steinerová                   | Vreni Schneiderová                      | Anita Wachterová                               |
| 1989 | Vreni Schneiderová                    | Monika Maierhoferová                    | Tamara McKinneyová                             |
| 1990 | Vreni Schneiderová                    | Claudia Stroblová                       | Ida Ladstätterová                              |
| 1991 | Petra Kronbergerová                   | Pernilla Wibergová                      | Blanca Fernandez Ochoaová                      |
| 1992 | Vreni Schneiderová                    | Pernilla Wibergová                      | Blanca Fernandez Ochoaová                      |
| 1993 | Vreni Schneiderová                    | Annelise Cobergerová                    | Patricia Chauvetová                            |
| 1994 | Vreni Schneiderová                    | Pernilla Wibergová                      | Urška Hrovatová                                |
| 1995 | Vreni Schneiderová                    | Pernilla Wibergová                      | Martina Ertlová                                |
| 1996 | Elfi Ederová                          | Urška Hrovatová                         | Pernilla Wibergová                             |
| 1997 | Pernilla Wibergová                    | Claudia Rieglerová                      | Deborah Compagnoniová                          |
| 1998 | Ylva Nowénová                         | Kristina Koznicková                     | Hilde Gergová                                  |
| 1999 | Sabine Eggerová                       | Pernilla Wibergová                      | Anja Pärsonová                                 |
| 2000 | Špela Pretnarová                      | Christel Pascalová                      | Anja Pärsonová                                 |
| 2001 | Janica Kostelićová                    | Sonja Nefová                            | Martina Ertl-Renzová                           |
| 2002 | Laure Pequegnotová                    | Kristina Koznicková                     | Anja Pärsonová                                 |
| 2003 | Janica Kostelićová                    | Anja Pärsonová                          | Tanja Poutiainenová                            |
| 2004 | Anja Pärsonová                        | Marlies Schildová                       | Monika Bergmannová                             |
| 2005 | Tanja Poutiainenová                   | Janica Kostelićová                      | Marlies Schildová                              |
| 2006 | Janica Kostelićová                    | Marlies Schildová                       | Anja Pärsonová                                 |
| 2007 | Marlies Schildová                     | Nicole Hospová                          | Šárka Záhrobská                                |
| 2008 | Marlies Schildová                     | Nicole Hospová                          | Veronika Zuzulová                              |
| 2009 | Maria Höflová-Rieschová               | Šárka Záhrobská                         | Lindsey Vonnová                                |
| 2010 | Maria Höflová-Rieschová               | Kathrin Zettelová                       | Marlies Schildová                              |
| 2011 | Marlies Schildová                     | Tanja Poutiainenová                     | Maria Höflová-Rieschová                        |
| 2012 | Marlies Schildová                     | Michaela Kirchgasserová                 | Tina Mazeová                                   |
| 2013 | Mikaela Shiffrinová                   | Tina Mazeová                            | Veronika Velez Zuzulová                        |
| 2014 | Mikaela Shiffrinová                   | Frida Hansdotterová                     | Marlies Schildová                              |
| 2015 | Mikaela Shiffrinová                   | Frida Hansdotterová                     | Tina Mazeová                                   |
| 2016 | Frida Hansdotterová                   | Veronika Velez Zuzulová                 | Wendy Holdenerová                              |
| 2017 | Mikaela Shiffrinová                   | Veronika Velez Zuzulová                 | Wendy Holdenerová                              |
| 2018 | Mikaela Shiffrinová                   | Wendy Holdenerová                       | Frida Hansdotterová                            |
| 2019 | Mikaela Shiffrinová                   | Petra Vlhová                            | Wendy Holdenerová                              |
| 2020 | Petra Vlhová                          | Mikaela Shiffrinová                     | Katharina Liensbergerová                       |
| 2021 | Katharina Liensbergerová              | Mikaela Shiffrinová                     | Petra Vlhová                                   |
| 2022 | Petra Vlhová                          | Mikaela Shiffrinová                     | Lena Dürrová                                   |
| 2023 | Mikaela Shiffrinová                   | Wendy Holdenerová                       | Petra Vlhová                                   |
| 2024 | Mikaela Shiffrinová                   | Lena Dürrová                            | Petra Vlhová                                   |
| 2025 | Zrinka Ljutićová                      | Katharina Liensbergerová                | Camille Rastová                                |

### Obří slalom
| Rok  | Zlato                                | Stříbro                                | Bronz                                        |
| ---- | ------------------------------------ | -------------------------------------- | -------------------------------------------- |
| 1967 | Nancy Greeneová                      | Erika Schineggerová                    | Annie Famoseová                              |
| 1968 | Nancy Greeneová                      | Fernande Bochatayová                   | Florence Steurerová                          |
| 1969 | Marilyn Cochranová                   | Michèle Jacotová                       | Gertrude Gablová                             |
| 1970 | Françoise Macchiová Michèle Jacotová |                                        | Annemarie Moserová-Pröllová                  |
| 1971 | Annemarie Moserová-Pröllová          | Michèle Jacotová                       | Françoise Macchiová                          |
| 1972 | Annemarie Moserová-Pröllová          | Monika Kasererová                      | Britt Lafforgueová                           |
| 1973 | Monika Kasererová                    | Annemarie Moserová-Pröllová            | Hanni Wenzelová                              |
| 1974 | Hanni Wenzelová                      | Fabienne Serratová                     | Monika Kasererová                            |
| 1975 | Annemarie Moserová-Pröllová          | Fabienne Serratová                     | Monika Kasererová                            |
| 1976 | Lise-Marie Morerodová                | Monika Kasererová                      | Rosi Mittermaierová                          |
| 1977 | Lise-Marie Morerodová                | Monika Kasererová                      | Annemarie Moserová-Pröllová                  |
| 1978 | Lise-Marie Morerodová                | Hanni Wenzelová                        | Maria Eppleová                               |
| 1979 | Christa Kinshoferová                 | Hanni Wenzelová                        | Irene Eppleová                               |
| 1980 | Hanni Wenzelová                      | Marie-Theres Nadigová Perrine Pelenová |                                              |
| 1981 | Tamara McKinneyová                   | Marie-Theres Nadigová                  | Erika Hessová Hanni Wenzelová Irene Eppleová |
| 1982 | Irene Eppleová                       | Maria Eppleová                         | Erika Hessová                                |
| 1983 | Tamara McKinneyová                   | Cindy Nelsonová                        | Maria Eppleová                               |
| 1984 | Erika Hessová                        | Christin Cooperová                     | Tamara McKinneyová                           |
| 1985 | Marina Kiehlová Michela Figiniová    |                                        | Vreni Schneiderová                           |
| 1986 | Vreni Schneiderová                   | Traudl Hächerová                       | Mateja Svetová                               |
| 1987 | Maria Walliserová Vreni Schneiderová |                                        | Blanca Fernandez Ochoaová                    |
| 1988 | Mateja Svetová                       | Catherine Quittetová                   | Vreni Schneiderová                           |
| 1989 | Vreni Schneiderová                   | Mateja Svetová                         | Maria Walliserová                            |
| 1990 | Anita Wachterová                     | Mateja Svetová                         | Petra Kronbergerová                          |
| 1991 | Vreni Schneiderová                   | Anita Wachterová                       | Pernilla Wibergová                           |
| 1992 | Carole Merleová                      | Vreni Schneiderová                     | Diann Roffeová                               |
| 1993 | Carole Merleová                      | Anita Wachterová                       | Martina Ertlová                              |
| 1994 | Anita Wachterová                     | Vreni Schneiderová                     | Deborah Compagnoniová                        |
| 1995 | Vreni Schneiderová                   | Heidi Zeller-Bählerová                 | Špela Pretnarová                             |
| 1996 | Martina Ertlová                      | Katja Seizingerová                     | Anita Wachterová                             |
| 1997 | Deborah Compagnoniová                | Katja Seizingerová                     | Anita Wachterová                             |
| 1998 | Martina Ertlová                      | Deborah Compagnoniová                  | Alexandra Meissnitzerová                     |
| 1999 | Alexandra Meissnitzerová             | Anita Wachterová                       | Andrine Flemmenová                           |
| 2000 | Michaela Dorfmeisterová              | Sonja Nefová                           | Anita Wachterová                             |
| 2001 | Sonja Nefová                         | Anja Pärsonová                         | Michaela Dorfmeisterová                      |
| 2002 | Sonja Nefová                         | Michaela Dorfmeisterová                | Anja Pärsonová                               |
| 2003 | Anja Pärsonová                       | Karen Putzerová                        | Janica Kostelićová                           |
| 2004 | Anja Pärsonová                       | Denise Karbonová                       | María José Riendaová                         |
| 2005 | Tanja Poutiainenová                  | Anja Pärsonová                         | María José Riendaová                         |
| 2006 | Anja Pärsonová                       | María José Riendaová                   | Janica Kostelićová                           |
| 2007 | Nicole Hospová                       | Tanja Poutiainenová                    | Michaela Kirchgasserová                      |
| 2008 | Denise Karbonová                     | Elisabeth Görglová                     | Manuela Mölggová                             |
| 2009 | Tanja Poutiainenová                  | Kathrin Zettelová                      | Tina Mazeová                                 |
| 2010 | Kathrin Hölzlová                     | Kathrin Zettelová                      | Tina Mazeová                                 |
| 2011 | Viktoria Rebensburgová               | Tessa Worleyová                        | Tanja Poutiainenová                          |
| 2012 | Viktoria Rebensburgová               | Lindsey Vonnová                        | Tessa Worleyová                              |
| 2013 | Tina Mazeová                         | Anna Fenningerovágerová                | Viktoria Rebensburgová                       |
| 2014 | Anna Fenningerová                    | Jessica Lindellová-Vikarbyová          | Maria Pietilä Holmnerová                     |
| 2015 | Anna Fenningerová                    | Eva-Maria Bremová                      | Mikaela Shiffrinová                          |
| 2016 | Eva-Maria Bremová                    | Viktoria Rebensburgová                 | Lara Gutová-Behramiová                       |
| 2017 | Tessa Worleyová                      | Mikaela Shiffrinová                    | Sofia Goggiová                               |
| 2018 | Viktoria Rebensburgová               | Tessa Worleyová                        | Mikaela Shiffrinová                          |
| 2019 | Mikaela Shiffrinová                  | Petra Vlhová                           | Tessa Worleyová                              |
| 2020 | Federica Brignoneová                 | Petra Vlhová                           | Mikaela Shiffrinová                          |
| 2021 | Marta Bassinová                      | Mikaela Shiffrinová                    | Tessa Worleyová                              |
| 2022 | Tessa Worleyová                      | Sara Hectorová                         | Mikaela Shiffrinová                          |
| 2023 | Mikaela Shiffrinová                  | Lara Gutová-Behramiová                 | Marta Bassinoová                             |
| 2024 | Lara Gutová-Behramiová               | Federica Brignoneová                   | Sara Hectorová                               |
| 2025 | Federica Brignoneová                 | Alice Robinsonová                      | Sara Hectorová                               |

### Super G
| Rok  | Zlato                    | Stříbro                  | Bronz                                            |
| ---- | ------------------------ | ------------------------ | ------------------------------------------------ |
| 1986 | Marina Kiehlová          | Liisa Savijarviová       | Michaela Marzolaová                              |
| 1987 | Maria Walliserová        | Catherine Quittetová     | Marina Kiehlová                                  |
| 1988 | Michela Figiniová        | Sylvia Ederová           | Regine Mösenlechnerová Blanca Fernández Ochoaová |
| 1989 | Carole Merleová          | Sigrid Wolfová           | Anita Wachterová                                 |
| 1990 | Carole Merleová          | Michaela Gerg-Leitnerová | Sigrid Wolfová                                   |
| 1991 | Carole Merleová          | Petra Kronbergerová      | Michaela Gerg-Leitnerová                         |
| 1992 | Carole Merleová          | Merete Fjeldavlieová     | Katja Seizingerová                               |
| 1993 | Katja Seizingerová       | Ulrike Maierová          | Carole Merleová                                  |
| 1994 | Katja Seizingerová       | Bibiana Perezová         | Hilde Gergová                                    |
| 1995 | Katja Seizingerová       | Heidi Zeller-Bählerová   | Heidi Zurbriggenová                              |
| 1996 | Katja Seizingerová       | Alexandra Meissnitzerová | Martina Ertlová                                  |
| 1997 | Hilde Gergová            | Katja Seizingerová       | Pernilla Wibergová                               |
| 1998 | Katja Seizingerová       | Renate Götschlová        | Isolde Kostnerová                                |
| 1999 | Alexandra Meissnitzerová | Michaela Dorfmeisterová  | Martina Ertlová                                  |
| 2000 | Renate Götschlová        | Mélanie Turgeonová       | Mojca Suhadolcová                                |
| 2001 | Régine Cavagnoudová      | Renate Götschlová        | Carole Montilletová                              |
| 2002 | Hilde Gergová            | Alexandra Meissnitzerová | Michaela Dorfmeisterová                          |
| 2003 | Carole Montilletová      | Renate Götschlová        | Karen Putzerová                                  |
| 2004 | Renate Götschlová        | Carole Montilletová      | Michaela Dorfmeisterová                          |
| 2005 | Michaela Dorfmeisterová  | Renate Götschlová        | Lindsey Kildowová                                |
| 2006 | Michaela Dorfmeisterová  | Alexandra Meissnitzerová | Nadia Stygerová                                  |
| 2007 | Renate Götschlová        | Nicole Hospová           | Lindsey Kildowová                                |
| 2008 | Maria Höflová-Rieschová  | Elisabeth Görglová       | Fabienne Suterová                                |
| 2009 | Lindsey Vonnová          | Nadia Fanchiniová        | Fabienne Suterová                                |
| 2010 | Lindsey Vonnová          | Elisabeth Görglová       | Nadia Stygerová                                  |
| 2011 | Lindsey Vonnová          | Maria Höflová-Rieschová  | Julia Mancusová                                  |
| 2012 | Lindsey Vonnová          | Julia Mancusová          | Anna Fenningerová                                |
| 2013 | Tina Mazeová             | Julia Mancusová          | Anna Fenningerová                                |
| 2014 | Lara Gutová-Behramiová   | Anna Fenningerová        | Tina Weiratherová                                |
| 2015 | Lindsey Vonnová          | Anna Fenningerová        | Tina Mazeová                                     |
| 2016 | Lara Gutová-Behramiová   | Tina Weiratherová        | Lindsey Vonnová                                  |
| 2017 | Tina Weiratherová        | Ilka Štuhecová           | Lara Gutová-Behramiová                           |
| 2018 | Tina Weiratherová        | Lara Gutová-Behramiová   | Anna Veithová                                    |
| 2019 | Mikaela Shiffrinová      | Nicole Schmidhoferová    | Tina Weiratherová                                |
| 2020 | Corinne Suterová         | Federica Brignoneová     | Nicole Schmidhoferová                            |
| 2021 | Lara Gutová-Behramiová   | Federica Brignoneová     | Corinne Suterová                                 |
| 2022 | Federica Brignoneová     | Elena Curtoniová         | Mikaela Shiffrinová                              |
| 2023 | Lara Gutová-Behramiová   | Federica Brignoneová     | Ragnhild Mowinckelová                            |
| 2024 | Lara Gutová-Behramiová   | Federica Brignoneová     | Cornelia Hütterová                               |
| 2025 | Lara Gutová-Behramiová   | Federica Brignoneová     | Sofia Goggiová                                   |

### Kombinace
| Rok                | Zlato                                       | Stříbro                            | Bronz                                 |
| ------------------ | ------------------------------------------- | ---------------------------------- | ------------------------------------- |
| Klasická kombinace |                                             |                                    |                                       |
| 1975               | Annemarie Moserová-Pröllová                 | Hanni Wenzelová                    | Rosi Mittermaierová                   |
| 1976               | Rosi Mittermaierová                         | Bernadette Zurbriggenová           | Cindy Nelsonová                       |
| 1977               | Hanni Wenzelová                             | Lise-Marie Morerodová              | Annemarie Moserová-Pröllová           |
| 1978               | nebylo na programu                          | nebylo na programu                 | nebylo na programu                    |
| 1979               | Annemarie Moserová-Pröllová Hanni Wenzelová |                                    | Cindy Nelsonová                       |
| 1980               | Hanni Wenzelová                             | Annemarie Moserová-Pröllová        | Cindy Nelsonová                       |
| 1981               | Marie-Theres Nadigová                       | Hanni Wenzelová                    | Christa Kinshoferová                  |
| 1982               | Irene Eppleová                              | Erika Hessová                      | Cindy Nelsonová                       |
| 1983               | Hanni Wenzelová                             | Elisabeth Kirchlerová              | Irene Eppleová                        |
| 1984               | Erika Hessová                               | Irene Eppleová                     | Olga Charvátová                       |
| 1985               | Brigitte Örtliová                           | Michela Figiniová                  | Maria Walliserová                     |
| 1986               | Maria Walliserová                           | Erika Hessová                      | Michela Figiniová                     |
| 1987               | Brigitte Örtliová                           | Vreni Schneiderová                 | Erika Hessová                         |
| 1988               | Brigitte Örtliová                           | Anita Wachterová                   | Karen Percyová Petra Kronbergerová    |
| 1989               | Brigitte Örtliová                           | Ulrike Maierová                    | Vreni Schneiderová                    |
| 1990               | Anita Wachterová                            | Michaela Gerg-Leitnerová           | Petra Kronbergerová Brigitte Örtliová |
| 1991               | Sabine Gintherová Florence Masnadaová       |                                    | Ingrid Stöcklová                      |
| 1992               | Sabine Gintherová                           | Miriam Vogtová                     | Anita Wachterová                      |
| 1993               | Anita Wachterová                            | Miriam Vogtová                     | Morena Gallizioová                    |
| 1994               | Pernilla Wibergová                          | Bibiana Perezová                   | Renate Götschlová                     |
| 1995               | Pernilla Wibergová                          | Vreni Schneiderová                 | Martina Ertlová                       |
| 1996               | Anita Wachterová                            | Ingeborg Helen Markenová           | Hilde Gergová                         |
| 1997               | Pernilla Wibergová                          | Hilde Gergová                      | Anita Wachterová                      |
| 1998               | Hilde Gergová                               | Katja Seizingerová Martina Ertlová |                                       |
| 1999               | Hilde Gergová                               | Janica Kostelićová                 | Trude Gimleová                        |
| 2000               | Renate Götschlová                           | Caroline Laliveová                 | Andrine Flemmenová                    |
| 2001               | Janica Kostelićová                          | Caroline Laliveová                 | Renate Götschlová                     |
| 2002               | Renate Götschlová                           | Michaela Dorfmeisterová            | Brigitte Obermoserová                 |
| 2003               | Janica Kostelićová                          | Martina Ertlová                    | Maria Höflová-Rieschová               |
| 2004               | nebylo na programu                          | nebylo na programu                 | nebylo na programu                    |
| Super kombinace    |                                             |                                    |                                       |
| 2005               | Janica Kostelićová                          | Anja Pärsonová                     | Emily Brydonová                       |
| 2006               | Janica Kostelićová                          | Anja Pärsonová                     | Lindsey Kildowová                     |
| 2007               | Marlies Schildová                           | Julia Mancusová                    | Nicole Hospová                        |
| 2008               | Maria Höflová-Rieschová                     | Lindsey Vonnová                    | Anja Pärsonová                        |
| 2009               | Anja Pärsonová                              | Lindsey Vonnová                    | Kathrin Zettelová                     |
| 2010               | Lindsey Vonnová                             | Anja Pärsonová                     | Michaela Kirchgasserová               |
| 2011               | Lindsey Vonnová                             | Tina Mazeová                       | Maria Höflová-Rieschová               |
| 2012               | Lindsey Vonnová                             | Tina Mazeová                       | Nicole Hospová                        |
| 2013               | Tina Mazeová                                | Nicole Hospová                     | Michaela Kirchgasserová               |
| 2014               | Marie-Michèle Gagnonová                     | Michaela Kirchgasserová            | Maria Höflová-Rieschová               |
| Alpská kombinace   |                                             |                                    |                                       |
| 2015               | Anna Fenningerová                           | Tina Mazeová                       | Kathrin Zettelová                     |
| 2016               | Wendy Holdenerová                           | Lara Gutová-Behramiová             | Michaela Kirchgasserová               |
| 2017               | Ilka Štuhecová                              | Federica Brignoneová               | Wendy Holdenerová                     |
| 2018               | Wendy Holdenerová                           | Michelle Gisinová                  | Federica Brignoneová                  |
| 2019               | Federica Brignoneová                        | Roni Remmeová                      | Wendy Holdenerová                     |
| 2020               | Federica Brignoneová                        | Wendy Holdenerová                  | Ester Ledecká                         |
| 2021               | ---                                         | ---                                | ---                                   |
| 2022               | ---                                         | ---                                | ---                                   |
| 2023               | ---                                         | ---                                | ---                                   |